# Llista de colònies tèxtils de Catalunya
Aquest article és una llista de colònies tèxtils de Catalunya aparegudes de mitjan segle xix a principis del XX.
| Núm. ordre | Nom                                                    | Riu                                                 | Municipi | Any de creació         | Tipologia     | Coordenades                                                  | imatge |
| ---------- | ------------------------------------------------------ | --------------------------------------------------- | --- | ---------------------- | ------------- | ------------------------------------------------------------ | ------ |
| 1          | Colònia Carme                                          | Llobregat                                           | Cercs (el Berguedà)                                                                                         | anys vint del s.XX     | Bàsica        | Actualment sota les aigües del pantà de la Baells.           |        |
| 2          | Colònia Rosal                                          | Llobregat                                           | Berga, Avià i Olvan, (el Berguedà)                                                                          | 1858                   | Evolucionada  | 42° 4′ 12″ N, 1° 52′ 12″ E / 42.07000°N,1.87000°E            |        |
| 3          | La Plana                                               | Llobregat                                           | Avià (el Berguedà)                                                                                          | 1884                   | Desenvolupada | 42° 03′ 13″ N, 1° 52′ 16″ E / 42.053479°N,1.871047°E         |        |
| 4          | L'Ametlla de Casserres o Colònia Monegal               | Llobregat                                           | Casserres (el Berguedà)                                                                                     | 1858                   | Evolucionada  | 42° 02′ 39″ N, 1° 52′ 26″ E / 42.04417°N,1.87389°E           |        |
| 5          | Cal Metre                                              | Llobregat                                           | Gironella (el Berguedà)                                                                                     | 1860                   | Desenvolupada | 42° 02′ 06″ N, 1° 53′ 01″ E / 42.034975°N,1.883503°E         |        |
| 6          | Cal Bassacs                                            | Llobregat                                           | Gironella (el Berguedà)                                                                                     | 1861                   | Desenvolupada | 42° 1′ 20″ N, 1° 53′ 0″ E / 42.02222°N,1.88333°E             |        |
| 7          | Viladomiu Vell                                         | Llobregat                                           | Gironella (el Berguedà)                                                                                     | 1868                   | Evolucionada  | 42° 00′ 29″ N, 1° 53′ 07″ E / 42.008076°N,1.885175°E         |        |
| 8          | Viladomiu Nou                                          | Llobregat                                           | Gironella (el Berguedà)                                                                                     | 1860                   | Evolucionada  | 42° 00′ 13″ N, 1° 53′ 16″ E / 42.003687°N,1.887763°E         |        |
| 9          | El Guixaró                                             | Llobregat                                           | Casserres (el Berguedà)                                                                                     | 1885                   | Evolucionada  | 41° 59′ 51″ N, 1° 53′ 13″ E / 41.997545°N,1.887019°E         |        |
| 10         | Cal Prat                                               | Llobregat                                           | Puig-reig (el Berguedà)                                                                                     | 1871                   | Evolucionada  | 41° 59′ 15″ N, 1° 53′ 13″ E / 41.987601°N,1.887026°E         |        |
| 11         | Cal Casas                                              | Llobregat                                           | Puig-reig (el Berguedà)                                                                                     | 1891                   | Desenvolupada | 41° 58′ 34″ N, 1° 52′ 54″ E / 41.976177°N,1.881540°E         |        |
| 12         | Cal Pons                                               | Llobregat                                           | Puig-reig (el Berguedà)                                                                                     | 1875                   | Evolucionada  | 41° 57′ 56″ N, 1° 53′ 06″ E / 41.965593°N,1.885077°E         |        |
| 13         | Cal Marçal                                             | Llobregat                                           | Puig-reig (el Berguedà)                                                                                     | 1886                   | Evolucionada  | 41° 57′ 25″ N, 1° 52′ 43″ E / 41.956876°N,1.878713°E         |        |
| 14         | Cal Vidal                                              | Llobregat                                           | Puig-reig (el Berguedà)                                                                                     | 1896                   | Evolucionada  | 41° 55′ 47″ N, 1° 52′ 49″ E / 41.929720°N,1.880189°E         |        |
| 15         | Cal Riera o colònia Manent                             | Llobregat                                           | Puig-reig (el Berguedà)                                                                                     | 1890                   | Evolucionada  | 41° 55′ 52″ N, 1° 52′ 47″ E / 41.931126°N,1.879661°E         |        |
| 16         | L'Ametlla de Merola                                    | Llobregat                                           | Puig-reig (el Berguedà)                                                                                     | 1876                   | Evolucionada  | 41° 54′ 30″ N, 1° 52′ 56″ E / 41.908410°N,1.882277°E         |        |
| 17         | Colònia Soldevila o Sant Esteve                        | Llobregat                                           | Balsareny (el Bages)                                                                                        | 1894                   | Evolucionada  | 41° 53′ 04″ N, 1° 53′ 10″ E / 41.884357°N,1.886098°E         |        |
| 18         | La Rabeia                                              | Llobregat                                           | Balsareny (el Bages)                                                                                        | 1868                   | Bàsica        | 41° 52′ 36″ N, 1° 53′ 17″ E / 41.876742°N,1.888013°E         |        |
| 19         | El Molí o cal Vinyes                                   | Llobregat                                           | Balsareny (el Bages)                                                                                        | 1814                   | Bàsica        | 41° 51′ 19″ N, 1° 52′ 20″ E / 41.855216°N,1.872160°E         |        |
| 20         | Vilafruns                                              | Llobregat                                           | Balsareny (el Bages)                                                                                        | 1851                   | Desenvolupada | 41° 50′ 30″ N, 1° 52′ 47″ E / 41.841689°N,1.879779°E         |        |
| 21         | Cal Berenguer de Cabrianes                             | Llobregat                                           | Sallent (el Bages)                                                                                          | 1906                   | Bàsica        | 41° 47′ 57″ N, 1° 54′ 14″ E / 41.799084°N,1.903906°E         |        |
| 22         | La fàbrica del Pont de Cabrianes                       | Llobregat                                           | Sallent - Sant Fruitós de Bages (el Bages)                                                                  | Finals segle XIX       |               | 41° 46′ 30″ N, 1° 54′ 13″ E / 41.774896°N,1.903520°E         |        |
| 23         | La Fàbrica del Pont Vell o La Fàbrica Vermella         | Llobregat                                           | Sant Fruitós de Bages (el Bages)                                                                            | Segle XIX              | Desenvolupada | 41° 45′ 12″ N, 1° 53′ 33″ E / 41.753417°N,1.892379°E         |        |
| 24         | La fàbrica de Sant Benet                               | Llobregat                                           | Sant Fruitós de Bages (el Bages)                                                                            | 1853                   |               | 41° 44′ 34.12″ N, 1° 54′ 5.01″ E / 41.7428111°N,1.9013917°E  |        |
| 25         | Colònia Galobard                                       | Llobregat                                           | Navarcles (el Bages)                                                                                        | 1858                   | Desenvolupada | 41° 45′ 55″ N, 1° 54′ 25″ E / 41.765401°N,1.90697°E          |        |
| 26         | Can Serra                                              | Llobregat                                           | Castellbell i el Vilar (el Bages)                                                                           | 1883                   | Desenvolupada | 41° 39′ 4.48″ N, 1° 51′ 36.58″ E / 41.6512444°N,1.8601611°E  |        |
| 27         | El Burés                                               | Llobregat                                           | Castellbell i el Vilar (el Bages)                                                                           | 1872                   | Evolucionada  | 41° 38′ 21.79″ N, 1° 51′ 23.82″ E / 41.6393861°N,1.8566167°E |        |
| 28         | El Borràs                                              | Llobregat                                           | Castellbell i el Vilar (el Bages)                                                                           | 1870                   | Evolucionada  | 41° 37′ 47″ N, 1° 51′ 35″ E / 41.62972°N,1.85972°E           |        |
| 29         | La Bauma                                               | Llobregat                                           | Castellbell i el Vilar (el Bages)                                                                           | 1859                   | Evolucionada  | 41° 37′ 20.65″ N, 1° 51′ 59.48″ E / 41.6224028°N,1.8665222°E |        |
| 30         | Colònia Gomis                                          | Llobregat                                           | Monistrol de Montserrat (el Bages)                                                                          | 1895                   | Evolucionada  | 41° 35′ 41″ N, 1° 51′ 10″ E / 41.594849°N,1.852668°E         |        |
| 31         | Colònia Sedó                                           | Llobregat                                           | Esparraguera (el Baix Llobregat)                                                                            | 1846                   | Evolucionada  | 41° 33′ 01″ N, 1° 52′ 20″ E / 41.550405°N,1.872339°E         |        |
| 32         | Can Bros                                               | Llobregat                                           | Martorell (el Baix Llobregat)                                                                               | 1850                   | Evolucionada  | 41° 29′ 51″ N, 1° 55′ 16″ E / 41.497571°N,1.921183°E         |        |
| 33         | Colònia Güell                                          | Llobregat. No utilitza l'aigua com a font d'energia | Santa Coloma de Cervelló (el Baix Llobregat)                                                                | 1890                   | Evolucionada  | 41° 21′ 49″ N, 2° 01′ 41″ E / 41.363583°N,2.027917°E         |        |
| 34         | Colònia Rosés                                          | Llobregat                                           | Cornellà de Llobregat (el Baix Llobregat)                                                                   | Finals XIX             | Bàsica        | 41° 21′ 18.22″ N, 2° 4′ 35.16″ E / 41.3550611°N,2.0764333°E  |        |
| 35         | Colònia Palà o Palà Vell                               | Cardener                                            | Navàs (el Bages)                                                                                            | 1877                   | Evolucionada  | 41° 51′ 18″ N, 1° 43′ 11″ E / 41.855062°N,1.719669°E         |        |
| 36         | Colònia Valls, Valls de Torroella o Palà Nou           | Cardener                                            | Sant Mateu de Bages (el Bages)                                                                              | 1903                   | Evolucionada  | 41° 50′ 56″ N, 1° 43′ 19″ E / 41.848753°N,1.721933°E         |        |
| 37         | El Fusteret                                            | Cardener                                            | Súria (el Bages)                                                                                            | Finals XIX             | Bàsica        | 41° 49′ 2.41″ N, 1° 45′ 40.64″ E / 41.8173361°N,1.7612889°E  |        |
| 38         | Colònia Antius                                         | Cardener                                            | Callús (el Bages)                                                                                           | 1875                   | Evolucionada  | 41° 48′ 18.38″ N, 1° 45′ 22.06″ E / 41.8051056°N,1.7561278°E |        |
| 39         | Can Cortès                                             | Cardener                                            | Callús (el Bages)                                                                                           | 1873                   | Desenvolupada | 41° 47′ 53.99″ N, 1° 46′ 25.29″ E / 41.7983306°N,1.7736917°E |        |
| 40         | Els Comdals                                            | Cardener                                            | Manresa (el Bages)                                                                                          | 1854                   | Evolucionada  | 41° 41′ 50.94″ N, 1° 50′ 39.41″ E / 41.6974833°N,1.8442806°E |        |
| 41         | Cal Carné                                              | Cardener                                            | Castellgalí (el Bages)                                                                                      | 1922                   | Desenvolupada | 41° 40′ 43.93″ N, 1° 50′ 49.45″ E / 41.6788694°N,1.8470694°E |        |
| 42         | La Fou (o Colònia Marçal)                              | Anoia                                               | Cabrera d'Anoia (Anoia)                                                                                     | 1902                   | Bàsica        | 41° 30′ 39″ N, 1° 42′ 10″ E / 41.51073°N,1.70284°E           |        |
| 43         | Colònia Clarassó                                       | Calders                                             | Monistrol de Calders (el Bages)                                                                             | finals XIX             | Bàsica        | 41° 46′ 31.89″ N, 2° 0′ 32.54″ E / 41.7755250°N,2.0090389°E  |        |
| 44         | Colònia Jorba                                          | Calders                                             | Calders (el Bages)                                                                                          | 1892                   | Desenvolupada | 41° 45′ 32″ N, 1° 56′ 07″ E / 41.758904°N,1.935397°E         |        |
| 45         | Colònia Recolons                                       | Freser                                              | Ribes de Freser (el Ripollès)                                                                               | finals XIX             |               | 42° 18′ 41″ N, 2° 10′ 14″ E / 42.311478°N,2.170489°E         |        |
| 46         | Colònia Fàbregues                                      | Freser                                              | Campelles (el Ripollès)                                                                                     | Principis XX           | Bàsica        | 42° 17′ 28.56″ N, 2° 9′ 42.95″ E / 42.2912667°N,2.1619306°E  |        |
| 47         | L'Herand                                               | Freser                                              | Campdevànol (el Ripollès)                                                                                   | 1885                   | Desenvolupada | 42° 14′ 48″ N, 2° 09′ 51″ E / 42.24658°N,2.16404°E           |        |
| 48         | Colònia Pernau                                         | Freser                                              | Campdevànol (el Ripollès)                                                                                   | 1872                   | Desenvolupada | 42° 14′ 23.69″ N, 2° 9′ 58.22″ E / 42.2399139°N,2.1661722°E  |        |
| 49         | Colònia Molinou                                        | Freser                                              | Campdevànol (el Ripollès)                                                                                   | 1929                   | Desenvolupada | 42° 14′ 4.56″ N, 2° 10′ 4.6″ E / 42.2346000°N,2.167944°E     |        |
| 50         | Colònia Noguera                                        | Freser                                              | Ripoll (el Ripollès)                                                                                        | final XIX              | Bàsica        | 42° 12′ 42.25″ N, 2° 10′ 10″ E / 42.2117361°N,2.16944°E      |        |
| 51         | Sorribes o can Jordana                                 | Freser                                              | Ripoll (el Ripollès)                                                                                        | 1878                   |               | 42° 12′ 16.25″ N, 2° 10′ 40.85″ E / 42.2045139°N,2.1780139°E |        |
| 52         | Estabanell o Matabosch                                 | Ter                                                 | Camprodon (demarcació de Caballera, antic municipi de Freixenet, annexat el 1965 a Camprodon) (el Ripollès) | 1870                   | Desenvolupada | 42° 17′ 40.85″ N, 2° 21′ 33.64″ E / 42.2946806°N,2.3593444°E |        |
| 53         | Colònia Llaudet                                        | Ter                                                 | Sant Joan de les Abadesses (el Ripollès)                                                                    | finals XIX             | Evolucionada  | 42° 14′ 32″ N, 2° 18′ 21″ E / 42.242191°N,2.305827°E         |        |
| 54         | Colònia Espona                                         | Ter                                                 | Sant Joan de les Abadesses (el Ripollès)                                                                    | 1902                   |               | 42° 14′ 05″ N, 2° 17′ 20″ E / 42.234702°N,2.288857°E         |        |
| 55         | Colònia Jordana o cal Gat                              | Ter                                                 | Sant Joan de les Abadesses (el Ripollès)                                                                    | 1904                   | Bàsica        | 42° 13′ 31″ N, 2° 15′ 36″ E / 42.22532°N,2.26002°E           |        |
| 56         | Colònia Estamariu també Colònia Badia o Colònia Ballvé | Ter                                                 | Ripoll (el Ripollès)                                                                                        | 1891                   |               | 42° 12′ 20″ N, 2° 11′ 41″ E / 42.205648°N,2.194832°E         |        |
| 57         | Colònia Agafallops' o Can Botey                        | Ter                                                 | Ripoll (el Ripollès)                                                                                        | 1862                   | Desenvolupada | 42° 11′ 21″ N, 2° 11′ 49″ E / 42.18926°N,2.196961°E          |        |
| 58         | Colònia Santa Maria o el Roig                          | Ter                                                 | Ripoll (el Ripollès)                                                                                        | 1890                   | Evolucionada  | 42° 10′ 20.48″ N, 2° 11′ 43.54″ E / 42.1723556°N,2.1954278°E |        |
| 59         | La Farga de Bebié                                      | Ter                                                 | Les Llosses-Montesquiu (el Ripollès)                                                                        | 1895                   | Evolucionada  | 42° 7′ 50.92″ N, 2° 12′ 20.28″ E / 42.1308111°N,2.2056333°E  |        |
| 60         | La Mambla                                              | Ter                                                 | Orís (Osona)                                                                                                | 1881                   | Bàsica        | 42° 04′ 27″ N, 2° 14′ 28″ E / 42.074198°N,2.241198°E         |        |
| 61         | Borgonyà (Osona)                                       | Ter                                                 | Sant Vicenç de Torelló (Osona)                                                                              | 1894                   | Evolucionada  | 42° 3′ 50″ N, 2° 14′ 29″ E / 42.06389°N,2.24139°E            |        |
| 62         | Colònia Vila-seca                                      | Ter                                                 | Sant Vicenç de Torelló (Osona)                                                                              | 1863                   | Evolucionada  | 42° 03′ 34″ N, 2° 15′ 19″ E / 42.059461°N,2.255145°E         |        |
| 63         | Colònia Ymbern o el Pelut                              | Ter                                                 | Orís (Osona)                                                                                                | Principis XX           | Desenvolupada | 42° 03′ 21″ N, 2° 14′ 39″ E / 42.05576°N,2.24412°E           |        |
| 64         | La Coromina                                            | Ter                                                 | Torelló (Osona)                                                                                             | 1883                   | Evolucionada  | 42° 02′ 39″ N, 2° 14′ 12″ E / 42.044109°N,2.236632°E         |        |
| 65         | Ca l'Escolà o Colònia Casacuberta                      | Ter                                                 | Manlleu (Osona)                                                                                             | 1842                   | Bàsica        | 42° 00′ 14″ N, 2° 14′ 42″ E / 42.00388°N,2.24497°E           |        |
| 66         | Colònia Remisa o Colònia Rusiñol                       | Ter                                                 | Manlleu (Osona)                                                                                             | 1866                   | Desenvolupada | 41° 59′ 44″ N, 2° 15′ 30″ E / 41.99556°N,2.25833°E           |        |
| 67         | El Dolcet                                              | Ter                                                 | Manlleu (Osona)                                                                                             | 1874                   |               | 41° 59′ 51″ N, 2° 16′ 33″ E / 41.99757°N,2.27586°E           |        |
| 68         | Colònia Malars                                         | Ter                                                 | Gurb (Osona)                                                                                                | 1827                   | Desenvolupada | 41° 59′ 04″ N, 2° 17′ 26″ E / 41.98449°N,2.290629°E          |        |
| 69         | Colònia Salou o Baurier                                | Ter                                                 | les Masies de Roda (Osona)                                                                                  | 1862                   | Evolucionada  | 41° 58′ 41″ N, 2° 18′ 54″ E / 41.978046°N,2.314998°E         |        |
| 70         | Còdol Dret                                             | Ter                                                 | les Masies de Roda (Osona)                                                                                  | 1871                   | Evolucionada  | Actualment coberta per les aigües del pantà de Sau.          |        |
| 71         | Bonmatí                                                | Ter                                                 | Sant Julià del Llor i Bonmatí (fins al 1983 municipi d'Amer) (la Selva)                                     | 1846                   | Evolucionada  | 41° 58′ 02″ N, 2° 40′ 12″ E / 41.96716°N,2.66997°E           |        |
| 72         | Fàbrica Burés (dins el nucli d'Anglès)                 | Ter                                                 | Anglès (la Selva)                                                                                           | 1887                   |               | 41° 57′ 36″ N, 2° 38′ 03″ E / 41.959959°N,2.634255°E         |        |
| 73         | Colònia Dussol                                         | Brugent                                             | Les Planes d'Hostoles (la Garrotxa)                                                                         | Començaments XX        | Desenvolupada | 42° 02′ 56″ N, 2° 32′ 57″ E / 42.04878°N,2.54924°E           |        |
| 74         | Colònia Majem                                          | Brugent                                             | Les Planes d'Hostoles (la Garrotxa)                                                                         | ????                   | Bàsica        | 42° 02′ 41″ N, 2° 33′ 17″ E / 42.04486°N,2.55463°E           |        |
| 75         | Colònia la Fàbrica                                     | Segre                                               | Artesa de Segre (la Noguera)                                                                                | 1905                   |               | 41° 54′ 38″ N, 1° 04′ 33″ E / 41.910556°N,1.075833°E         |        |
| 76         | Colònia Alcanís                                        | Canal de Pinyana                                    | Rosselló (el Segrià)                                                                                        | 1892, 1920             |               | 41° 58′ 13″ N, 0° 36′ 17″ E / 41.9703626°N,0.60473°E         |        |
| 77         | La Mata de Pinyana                                     | Canal de Pinyana                                    | Alguaire (el Segrià)                                                                                        | Principis del segle XX |               | 41° 45′ 17″ N, 0° 35′ 14″ E / 41.754668°N,0.587096°E         |        |